# Nuoto ai Giochi della XXXI Olimpiade - 100 metri rana maschili
La gara dei 100m rana maschili dei Giochi di Rio è stata disputata il 6 agosto, con le batterie al mattino e le semifinali nella sessione serale e il 7 agosto con la finale. La medaglia d'oro è andata al britannico Adam Peaty che ha anche battuto il record del mondo.

## Record
Prima della competizione, i record olimpici e mondiali erano i seguenti:
| Record mondiale | 57"92 | Adam Peaty Gran Bretagna        | 17 aprile 2015 Londra, Regno Unito |
| Record olimpico | 58"46 | Cameron van der Burgh Sudafrica | 29 luglio 2012 Londra, Regno Unito |

Durante l'evento sono stati migliorati i seguenti record:
| Data     | Evento   | Atleta     | Nazione       | Tempo | Record          |
| -------- | -------- | ---------- | ------------- | ----- | --------------- |
| 6 agosto | Batteria | Adam Peaty | Gran Bretagna | 57"55 | Record mondiale |
| 7 agosto | Finale   | Adam Peaty | Gran Bretagna | 57"13 | Record mondiale |

## Risultati

### Batterie
| Posizione | Batteria | Corsia | Nome                  | Nazionalità   | Tempo   | Note |
| --------- | -------- | ------ | --------------------- | ------------- | ------- | ---- |
| 1         | 6        | 4      | Adam Peaty            | Gran Bretagna | 57.55   | Q,   |
| 2         | 4        | 6      | Yasuhiro Koseki       | Giappone      | 58.91   | Q    |
| 3         | 5        | 3      | Felipe França Silva   | Brasile       | 59.01   | Q    |
| 4         | 4        | 4      | Kevin Cordes          | Stati Uniti   | 59.13   | Q    |
| 5         | 4        | 5      | Cody Miller           | Stati Uniti   | 59.17   | Q    |
| 6         | 6        | 6      | Jake Packard          | Australia     | 59.26   | Q    |
| 7         | 5        | 4      | Cameron van der Burgh | Sudafrica     | 59.35   | Q    |
| 8         | 5        | 5      | João Gomes Júnior     | Brasile       | 59.46   | Q    |
| 9         | 4        | 3      | Dmitriy Balandin      | Kazakistan    | 59.47   | Q    |
| 9         | 6        | 3      | Ross Murdoch          | Gran Bretagna | 59.47   | Q    |
| 11        | 6        | 1      | Li Xiang              | Cina          | 59.55   | Q    |
| 12        | 6        | 5      | Giedrius Titenis      | Lituania      | 59.90   | Q    |
| 13        | 6        | 2      | Vsevolod Zanko        | Russia        | 59.91   | Q    |
| 14        | 3        | 5      | Jorge Murillo         | Colombia      | 59.93   | Q    |
| 15        | 4        | 2      | Christian vom Lehn    | Germania      | 1:00.13 | Q    |
| 16        | 4        | 7      | Glenn Snyders         | Nuova Zelanda | 1:00.26 | QSO  |
| 16        | 4        | 8      | Dániel Gyurta         | Ungheria      | 1:00.26 | QSO  |
| 18        | 5        | 1      | Ippei Watanabe        | Giappone      | 1:00.33 |      |
| 19        | 6        | 8      | Panagiōtīs Samilidīs  | Grecia        | 1:00.35 |      |
| 20        | 5        | 6      | Kirill Prigoda        | Russia        | 1:00.37 |      |
| 21        | 5        | 7      | Damir Dugonjič        | Slovenia      | 1:00.41 |      |
| 22        | 5        | 8      | Andrea Toniato        | Italia        | 1:00.45 |      |
| 23        | 3        | 3      | Andrius Šidlauskas    | Lituania      | 1:00.59 |      |
| 24        | 2        | 5      | Yannick Käser         | Svizzera      | 1:00.71 |      |
| 24        | 3        | 7      | Jason Block           | Canada        | 1:00.71 |      |
| 26        | 5        | 2      | Čaba Silađi           | Serbia        | 1:00.76 |      |
| 27        | 3        | 8      | Laurent Carnol        | Lussemburgo   | 1:00.88 |      |
| 27        | 6        | 7      | Yan Zibei             | Cina          | 1:00.88 |      |
| 29        | 4        | 1      | Marcin Stolarski      | Polonia       | 1:01.06 |      |
| 30        | 2        | 4      | Carlos Claverie       | Venezuela     | 1:01.13 |      |
| 30        | 3        | 4      | Joshua Palmer         | Australia     | 1:01.13 |      |
| 32        | 2        | 6      | Erik Persson          | Svezia        | 1:01.20 |      |
| 33        | 2        | 3      | Nicholas Quinn        | Irlanda       | 1:01.29 |      |
| 34        | 3        | 1      | Vladislav Mustafin    | Uzbekistan    | 1:01.66 |      |
| 35        | 3        | 6      | Anton Sveinn McKee    | Islanda       | 1:01.84 |      |
| 36        | 2        | 2      | Azad Al-Barazi        | Siria         | 1:02.22 |      |
| 37        | 1        | 5      | Radomyos Matjiur      | Thailandia    | 1:02.36 |      |
| 38        | 2        | 1      | Matti Mattsson        | Finlandia     | 1:02.45 |      |
| 39        | 1        | 4      | Martin Melconian      | Uruguay       | 1:02.67 |      |
| 40        | 1        | 3      | Julian Fletcher       | Bermuda       | 1:02.73 |      |
| 41        | 2        | 7      | Édgar Crespo          | Panama        | 1:02.78 |      |
| 42        | 3        | 2      | Tomáš Klobučník       | Slovacchia    | 1:02.93 |      |
| 43        | 1        | 2      | Benjamin Schulte      | Guam          | 1:03.29 |      |
| 44        | 2        | 8      | Dustin Tynes          | Bahamas       | 1:03.71 |      |
| 45        | 1        | 6      | Amini Fonua           | Tonga         | 1:06.40 |      |
| 46        | 1        | 7      | Corey Ollivierre      | Grenada       | 1:08.68 |      |

### Semifinali
| Posizione | Semifinale | Corsia | Nome                  | Nazionalità   | Tempo   | Note |
| --------- | ---------- | ------ | --------------------- | ------------- | ------- | ---- |
| 1         | 2          | 4      | Adam Peaty            | Gran Bretagna | 57.62   | Q    |
| 2         | 2          | 3      | Cody Miller           | Stati Uniti   | 59.05   | Q    |
| 3         | 2          | 6      | Cameron van der Burgh | Sudafrica     | 59.21   | Q    |
| 4         | 1          | 4      | Yasuhiro Koseki       | Giappone      | 59.23   | Q    |
| 5         | 1          | 5      | Kevin Cordes          | Stati Uniti   | 59.33   | Q    |
| 6         | 2          | 5      | Felipe França Silva   | Brasile       | 59.35   | Q    |
| 7         | 1          | 6      | João Gomes Júnior     | Brasile       | 59.40   | Q    |
| 8         | 2          | 2      | Dmitriy Balandin      | Kazakistan    | 59.45   | Q    |
| 9         | 1          | 3      | Jake Packard          | Australia     | 59.48   |      |
| 10        | 1          | 7      | Giedrius Titenis      | Lituania      | 59.80   |      |
| 11        | 1          | 2      | Ross Murdoch          | Gran Bretagna | 1:00.05 |      |
| 12        | 2          | 8      | Christian vom Lehn    | Germania      | 1:00.23 |      |
| 13        | 2          | 7      | Li Xiang              | Cina          | 1:00.25 |      |
| 14        | 2          | 1      | Vsevolod Zanko        | Russia        | 1:00.39 |      |
| 15        | 1          | 8      | Glenn Snyders         | Nuova Zelanda | 1:00.50 |      |
| 16        | 1          | 1      | Jorge Murillo         | Colombia      | 1:00.81 |      |

### Finale
| Posizione | Corsia | Nome                  | Nazionalità   | Tempo | Note            |
| --------- | ------ | --------------------- | ------------- | ----- | --------------- |
| Oro       | 4      | Adam Peaty            | Gran Bretagna | 57.13 | Record mondiale |
| Argento   | 3      | Cameron van der Burgh | Sudafrica     | 58.69 |                 |
| Bronzo    | 5      | Cody Miller           | Stati Uniti   | 58.87 |                 |
| 4         | 2      | Kevin Cordes          | Stati Uniti   | 59.22 |                 |
| 5         | 1      | João Gomes Júnior     | Brasile       | 59.31 |                 |
| 6         | 6      | Yasuhiro Koseki       | Giappone      | 59.37 |                 |
| 7         | 7      | Felipe França Silva   | Brasile       | 59.38 |                 |
| 8         | 8      | Dmitriy Balandin      | Kazakistan    | 59.85 |                 |